# Mehdi Zeffane
Mehdi Zeffane (arab. ‏مهدي زفان‎, ur. 19 maja 1992 w Sainte-Foy-lès-Lyon) – algierski piłkarz grający na pozycji prawego obrońcy. Od 2022 jest zawodnikiem tureckiego klubu Yeni Malatyaspor.

## Kariera klubowa
Swoją karierę piłkarską Zeffane rozpoczął w 2003 roku w klubie Olympique Lyon. W 2009 roku stał się członkiem zespołu rezerw i w sezonie 2009/2010 zadebiutował w nich w czwartej lidze francuskiej. W sezonie 2013/2014 stał się również członkiem pierwszego zespołu Olympique. 28 września 2013 zadebiutował w Ligue 1 w zremisowanym 0:0 domowym meczu z Lille OSC. W sezonie 2014/2015 wywalczył z Lyonem wicemistrzostwo Francji. W pierwszym zespole Lyonu rozegrał 12 meczów.
W sierpniu 2015 roku Zeffane przeszedł do Stade Rennais. W klubie tym swój debiut zaliczył 15 sierpnia 2015 w wygranym 1:0 domowym meczu z Montpellier HSC. 22 sierpnia 2015 w zwycięskim 2:1 wyjazdowym meczu z Olympique Lyon strzelił swojego premierowego gola w Ligue 1.
| 2009/10 | Olympique Lyon B | Francja | CFA     | 1  | 0 | -                | - | - |
| 2010/11 | Olympique Lyon B | Francja | CFA     | 12 | 0 | -                | - | - |
| 2011/12 | Olympique Lyon B | Francja | CFA     | 26 | 1 | -                | - | - |
| 2012/13 | Olympique Lyon B | Francja | CFA     | 27 | 0 | Liga Europy UEFA | 1 | 0 |
| 2013/14 | Olympique Lyon   | Francja | Ligue 1 | 8  | 0 | Liga Europy UEFA | 5 | 0 |
| 2013/14 | Olympique Lyon B | Francja | CFA     | 8  | 0 | -                | - | - |
| 2014/15 | Olympique Lyon   | Francja | Ligue 1 | 4  | 0 | Liga Europy UEFA | 1 | 0 |
| 2015/16 | Stade Rennais    | Francja | Ligue 1 | 16 | 1 | -                | - | - |
| 2016/17 | Stade Rennais    | Francja | Ligue 1 | 1  | 0 | -                | - | - |
| 2017/18 | Stade Rennais    | Francja | Ligue 1 | 0  | 0 | -                | - | - |

Stan na: 10 lipca 2017 r.

## Kariera reprezentacyjna
W reprezentacji Algierii Zeffane zadebiutował 19 listopada 2014 w przegranym 0:2 meczu kwalifikacji do Pucharu Narodów Afryki 2015 z Mali. W 2015 roku został powołany do kadry na ten turniej. Był na nim rezerwowym i nie rozegrał żadnego spotkania.